# Ichneumon simulans
Ichneumon simulans là một loài tò vò trong họ Ichneumonidae.